# チャコちゃんの日記
『チャコちゃんの日記』（チャコちゃんのにっき）は、今村洋子による日本の漫画作品。1959年から1970年まで『少女』、『りぼん』（集英社）、『小学四年生』（小学館）にて連載された。

## 内容
小学5年生の明るくて活発な女の子チャコちゃんとわんぱくでちゃっかりした弟のボクちゃんを中心に起こる子供達の日常生活をほのぼのと描いた作品。

## 登場人物

### 山本家の人たち
- ちゃこちゃん
- ボクちゃん
- おとうさん
- おかあさん
- おばあちゃん
- ヒゲさん（居候の大学生）

### チャコちゃんたちの友達
- 長島くん（ボーイフレンド）
- 九ちゃん
- ヨッちゃん
- サッちゃん
- クミちゃん（ボクちゃんのガールフレンド）
- 大ちゃん（サッちゃんのボーイフレンド）
- 鉄ちゃん（ヨッちゃんのボーイフレンド）

## 主な単行本
- 朝日ソノラマ サンコミックスシリーズ 全5巻
- 朝日ソノラマ サンコミックスシリーズ　全1巻（新チャコちゃんの日記）
- 二見書房 サラ文庫昭和漫画傑作集シリーズ 全3巻
- アース出版 母と娘で見る漫画名作館シリーズ 全3巻